# Limonia acaenophora
Limonia acaenophora är en tvåvingeart som beskrevs av Alexander 1978. Limonia acaenophora ingår i släktet Limonia och familjen småharkrankar. Inga underarter finns listade i Catalogue of Life.